# Macoma tageliformis
Macoma tageliformis är en musselart som beskrevs av Dall 1900. Macoma tageliformis ingår i släktet Macoma och familjen Tellinidae. Inga underarter finns listade i Catalogue of Life.